# 日本橋馬喰町
日本橋馬喰町（日语：／ Nihonbashi-bakurochō */?）是日本東京都中央區的地名，屬舊日本橋區。

## 概要
與日本橋橫山町為東京都内首屈一指的批發街。

## 地理
位於東京都中央區、日本橋地域最北端，鄰千代田區（東神田）、台東區（淺草橋）。
河川、橋
- 神田川
  - 左衛門橋
  - 淺草橋

## 歷史
中央區最北端的町。江戶時代以前是奧州街道旁的町屋。
1971年（昭和46年）實施新住居表示，一～三丁目合併為一丁目，四丁目改為二丁目。

### 地名由來
此地居民高木源兵衛與富田半七擔任負責馬匹買賣、仲介的幕府博勞頭，因此稱為「博勞町」。之後改為「馬喰町」。但由來未知。

## 地域
公園
- 左衛門橋南東兒童遊園

所轄之警察署、消防署
- 久松警察署（所在地：日本橋久松町）
- 日本橋消防署（所在地：日本橋兜町）

教育（私立學校）
- 日本橋女學館中學校、高等學校

## 交通
鐵路
- JR總武快速線 ■馬喰町站

巴士
- 都營巴士秋26 馬喰町（葛西站方向）
- 都營巴士東42甲 馬喰町

道路
- 清洲橋通
- 江戶通
- 東京都道302號新宿兩國線（靖國通）

## 備註
1. ↑  町丁目別世帯数男女別人口　中央区ホームページ  平成25年8月1日現在 的存檔，存档日期2013-03-12.
2. ↑  .   [2013-08-17]. （原始内容存档于2013-03-12）.

## 外部連結
- 日本橋浜町地區 町名的由來 - 中央區官方網站內
- 馬喰町［人形町、濱町地區］- 中央區觀光協會
- 馬喰町、橫山町 - 古今、江戶日本橋 日本橋”町”物語